# 香港力量 (足球)
香港力量（The Power of Hong Kong，簡稱TPOHK）成立於2004年，是一個為香港足球代表隊打氣的組織。每逢香港足球代表隊進行比賽，不論是主場或作客，都會集合不同球會球迷，組織各支香港球隊最前線球迷一起為香港隊打氣，高呼「WE ARE HONG KONG」，以此口號發售頸巾，並向海關註冊版權。

## 背景
香港力量為本地自發組成的香港代表隊打氣團，除會定期發布代表「香港力量」的立場外，亦會發佈打氣團及睇波活動消息，在香港足球代表隊比賽前及賽後組織遊行。

## 事件
2014年10月，香港足總總會舉行百周年紀念賽，友賽阿根廷，時值雨傘革命期間，香港力量在夏慤道佔領區，以一幅「香港人勁揪」橫額收集簽名，又在賽前奏播國歌期間舉傘並背向球場，以示支持雨傘革命。
在2017年10月和11月的亞洲盃外圍賽中，香港力量多次在賽前表示，球迷入場是為了支持港隊而非噓國歌，極力否認有企圖挑動及煽動球迷噓國歌。唯在10月10日香港隊主場對馬來西亞的亞洲盃外圍賽，仍有球迷在賽前噓國歌，令香港足球總會被亞洲足球協會發出「嚴厲警告」。及後11月14日港足對黎巴嫩的另一場亞洲盃外圍賽前，球迷再噓國歌，亞洲足協判處香港足球總會違反《亞洲足協紀律章程第65條1節》，罰款3000美元，同時重申再犯有更嚴厲懲處。而事實上在球壇極有影響力的香港力量並沒有盡刀阻止球迷個別行為，在事後香港力量亦沒有作出任何回應。
在2018年省港盃足球賽首回合後，香港傳統左派報章大公報及文匯報，在頭條報道香港球迷「噓波」（對作客的廣東隊報以噓聲）煽動仇恨，並將包括香港力量及另一球迷組織波台黐線佬在內的香港球迷標籤為支持香港獨立的「獨派」。唯有關報道遭球迷恥笑，因觀眾發出噓聲在足球賽事是正常的事情，被質疑是左派報章記者原以為該賽事賽前球迷會對國歌發出噓聲，但實際上該賽賽前沒有播放國歌，故將焦點轉移到打氣方式上。

## 外部連結
- 香港力量Facebook專頁 （页面存档备份，存于）